# 이투

이투의 위치

이투(포르투갈어: Itu)는 브라질 상파울루주의 도시로 면적은 641.68km2, 높이는 583m, 인구는 157,384명(2009년 기준), 인구 밀도는 243.9명/km2이다. 1610년 마을이 건설되었고 1657년 지방 자치체로 승격되었다. 시로 승격된 시기는 1843년이다. 도시 이름은 투피어로 "큰 폭포"를 뜻한다.

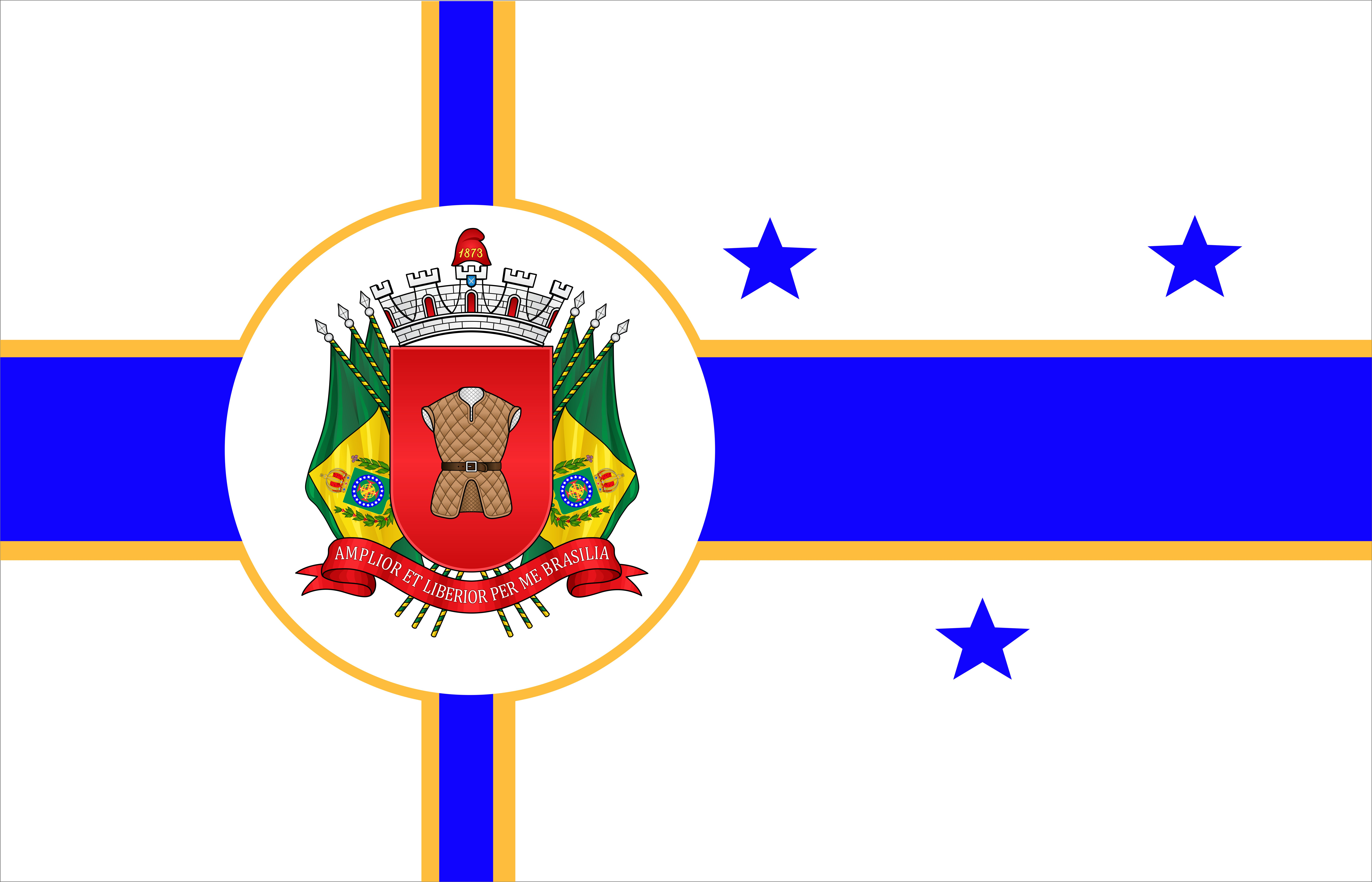
시기
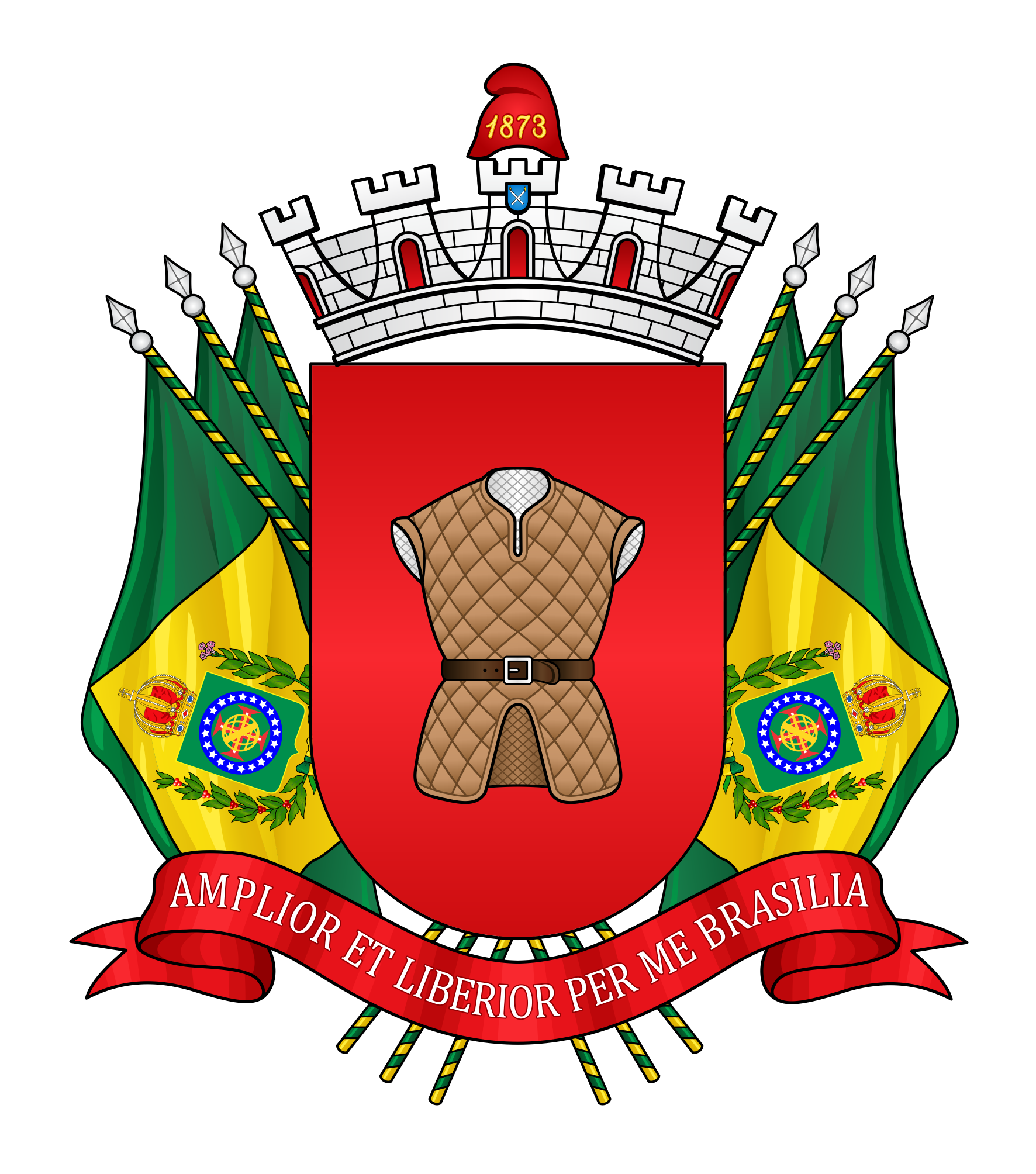
시 문장